# Цискаришвили, Василий Алексеевич
Василий Алексеевич Цискаришвили (1904 год, село Шильда, Телавский уезд, Тифлисская губерния, Российская империя — неизвестно, село Шильда, Грузинская ССР) — председатель колхоза имени Куйбышева Кварельского района, Грузинская ССР. Герой Социалистического Труда (1948). Депутат Верховного Совета Грузинской ССР 4 — 5 созывов.

## Биография
Родился в 1904 году в крестьянской семье в селе Шильда Телавского уезда. После окончания местной школы трудился на Телавской лимонадной фабрике. В последующем возвратился в родное сель и трудился в хозяйстве своих родителей. В 1933 году вступил в колхоз имени Куйбышева Кварельского района. После окончания годичных сельскохозяйственных курсов трудился бригадиром в этом же колхозе. В 1941 году избран председателем колхоза имени Куйбышева Кварельского района. В 1943 году вступил в ВКП(б).
За выдающиеся успехи по выполнению правительственных заданий по обеспечению продовольствием Красной Армии во время Великой Отечественной войны и по случаю 25-летия образования Грузинской ССР был награждён в 1946 году Орденом «Знак Почёта».
В послевоенные годы за короткое время вывел колхоз в число передовых сельскохозяйственных предприятий Кварельского района. Колхоз имени Сталина наряду с соседним колхозом имени Сталина Кварельского райна, в отличие от других колхозов Кварельского района, специализировался на выращивании зерновых культур. За годы первые годы Четвёртой пятилетки (1946—1950) колхоз достиг довоенного уровня сельскохозяйственного производства. В 1947 году колхоз сдал государству в среднем с каждого гектара по 30,2 центнера пшеницы на площади 40,5 гектаров. Указом Президиума Верховного Совета СССР от 21 февраля 1948 года удостоен звания Героя Социалистического Труда за «получение высоких урожаев кукурузы и пшеницы в 1947 году» с вручением ордена Ленина и золотой медали «Серп и Молот» (№ 854).
Этим же Указом званием Героя Социалистического Труда были награждены бригадир колхоза имени Куйбышева Кварельского района Николай Дмитриевич Николозишвили и председатель соседнего колхоза имени Сталина Кварельского района Сико Алексеевич Буджиашвили, которые вместе с Василием Алексеевичем Цискаришвили стали единственными Героя Социалистического Труда Кварельского района.
Избирался депутатом Верховного Совета Грузинской ССР 4 — 5 созывов (1955—1963).
После выхода на пенсию проживал в родном селе Шильда Кварельского района (сегодня — Кварельский муниципалитет). С 1968 года — персональный пенсионер союзного значения. Дата его смерти не установлена.
Награды
- Герой Социалистического Труда
- Орден Ленина
- Орден «Знак Почёта» (24.02.1946)